# Kaffee und ein Paar neue Schuhe
Kaffee und ein Paar neue Schuhe (Originaltitel Një filxhan kafe dhe këpucë të reja veshur, internationaler englischsprachiger Titel A Cup of Coffee and New Shoes On) ist ein Filmdrama von Gentian Koçi, das im November 2022 beim Tallinn Black Nights Film Festival seine Premiere feierte und wenige Tager später in die albanischen Kinos kam. Der Film erzählt die Geschichte zweier eineiiger Zwillingsbrüder. Beide sind taub, wodurch sie in ihrem Alltag jedoch nur wenig beeinträchtigt sind. Einer von ihnen bekommt allerdings eines Tages die Diagnose, dass er bald auch sein Augenlicht verlieren wird, ein Schicksal, das auch seinem Bruder droht. Kaffee und ein Paar neue Schuhe wurde von Albanien als Beitrag für die Oscarverleihung 2023 als bester Internationaler Film eingereicht.

## Handlung
Gëzim und Agim sind eineiige Zwillingsbrüder und leben zusammen in einer Wohnung in Tirana, wo Gëzims Freundin Ana sie regelmäßig besucht. Sie sind taub, was sie in ihrem Alltag aber kaum beeinträchtigt, und arbeiten zusammen in einer Tischlerei. Auch ihre Freizeit verbringen Gëzim und Agim am liebsten gemeinsam, meistens in ihrer Hütte und in den Bergen. Agim bekommt jedoch eines Tages die Diagnose, dass er bald auch sein Augenlicht verlieren wird, und Gëzim dürfte später dasselbe passieren.

## Der reale Fall in Belgien
Dem Film liegt eine wahre Begebenheit zugrunde. Zwei namentlich nicht bekannte, von Geburt an gehörlose Zwillingsbrüder aus der belgischen Stadt Putte hatten ihr ganzes Leben zusammen verbracht. Sie wohnten zusammen, machten beide ihren Abschluss als Schuster und arbeiteten als Schuhmacher. Später wurde bei ihnen eine degenerative Krankheit diagnostiziert, die letztlich auch noch zu ihrer Erblindung führen sollte. Als ihr Sehvermögen über die Jahre hinweg abnahm und ihnen nunmehr der Verlust sämtlicher Möglichkeiten drohte, mit der Umwelt zu kommunizieren, was ihnen beiden unerträglich schien, wandten sie sich an ein Gericht, um ihre Bitte um Euthanasie zu genehmigen. Das belgische Gesetz erlaubt eine aktive Sterbehilfe, wenn der Antragsteller selbst seinen Wunsch äußert und Ärzte feststellen, dass er unerträglich leidet. Die beiden Brüder waren nicht todkrank und hatten keine körperlichen Schmerzen. Am 14. Dezember 2012 erfüllten die Ärzte des UZ Brussel ihren Wunsch, nachdem die zu diesem Zeitpunkt 45-jährigen Männer ein neues Paar Schuhe angezogen und mit ihren Verwandten eine Tasse Kaffee getrunken hatten.

## Produktion

### Regie und Drehbuch
Kaffee und ein Paar neue Schuhe ist Gentian Koçis zweiter Spielfilm nach Daybreak, der Albaniens Beitrag für die Oscars 2018 war. Zu Kaffee und ein Paar neue Schuhe erklärte Koçi, er habe es als eine faszinierende Idee empfunden, einen Film zu machen, der sich mit sich entwickelnden, komplexen menschlichen Beziehungen und der grundlegenden Frage beschäftigt, was mit einer Person passiert, wenn sie vollständig in Dunkelheit getaucht ist und die Kommunikation mit der Welt schwierig wird. Koçi lässt den Film in seiner Geburtsstadt Tirana spielen.

### Besetzung und Sounddesign
Die Zwillingsbrüder Edgar und Rafael Morais, die beide aus Portugal stammen, spielen in den Hauptrollen Gëzim und Agim. Die in den USA lebende kosovarische Schauspielerin Drita Kabashi spielt Ana, Gëzims Freundin. In Vorbereitung auf den Film verbrachten die drei Hauptdarsteller und die Produzentin Blerina Hankollari sechs Monate damit, bei der Albanischen Nationalvereinigung der Gehörlosen (ANAD) die albanische Gebärdensprache zu erlernen. Auch am Filmset waren täglich Vertreter des Vereins anwesend, coachten die Schauspieler und sorgten für die richtige Interpretation der Gebärdensprache.
Das Sounddesign, das im Film eine zentrale Rolle spielt, stammt von Leandros Ntounis, der mit Giorgos Lanthimos an dessen Filmen Dogtooth (2009) und Alpen (2011) gearbeitet hat. Der Tonmeister des Films, Kostas Varybobiotis, ist ein langjähriger Mitarbeiter von Theo Angelopoulos.

### Veröffentlichung
Die Premiere des Films erfolgte am 21. November 2022 beim Tallinn Black Nights Film Festival. Am 24. November 2022 kam der Film in die albanischen Kinos. Ende Januar, Anfang Februar 2023 wurde er beim Göteborg Film Festival gezeigt und im März 2023 beim Vilnius International Film Festival. Ende Juni 2023 wurde er beim Filmfest München vorgestellt. Den internationalen Vertrieb übernahm m-appeal. In Deutschland wurde der Film erstmals am 26. April 2024 von GMFilms bzw. good!movies digital angeboten.

## Rezeption

### Kritiken
Marko Stojiljković vom Online-Filmmagazin Cineuropa schreibt in seiner Kritik, in dem Film seien deutlich viele Züge von Gentian Koçis Debütfilm Daybreak von 2017 zu erkennen, da es sich um eine perfekte Inszenierung handele, die mit viel Liebe zum Detail umgesetzt wurde. Auch wenn sich die Handlungen beider Filme größtenteils in Wohnungen abspielen, kümmere sich Kaffee und ein Paar neue Schuhe jedoch noch weniger um die Außenwelt, sondern konzentriere sich mehr auf die Gefühlswelt der beiden Brüder.

### Auszeichnungen
Kaffee und ein Paar neue Schuhe wurde von Albanien noch vor der Premiere als Beitrag für die Oscarverleihung 2023 in der Kategorie Bester Internationaler Film eingereicht. Im Folgenden eine Auswahl von Auszeichnungen und Nominierungen.
Beijing International Film Festival 2023
- Nominierung in der Official Selection of Forward Future Section[9]

Bergamo Film Meeting 2023
- Auszeichnung mit dem Best Director Award (Gentian Koçi)[10]

Filmfest München 2023
- Nominierung im Wettbewerb Cinevision[11]

Tallinn Black Nights Film Festival 2022
- Nominierung im Critics’ Picks Strand[12]

Vilnius International Film Festival 2023
- Nominierung im Wettbewerb